# Banyuanyar Kidul
Banyuanyar Kidul is een bestuurslaag in het regentschap Probolinggo van de provincie Oost-Java, Indonesië. Banyuanyar Kidul telt 3037 inwoners (volkstelling 2010).